# Determinante (lingüística)
Un determinante es un morfema o palabra que, siendo adyacente a un sintagma nominal, forma con él un sintagma determinante cumpliendo la función de especializarlo o cuantificarlo. Existen fundamentalmente cuatro tipos:
- predeterminantes
- actualizadores (artículo, posesivo, demostrativo, ...)
- cuantificadores
- interrogativo-exclamativos.

Algunos determinantes pueden posponerse, pero entonces cabe llamarles más bien adjetivos determinativos: "El libro ese". Los determinantes se utilizan para señalar el objeto al que se refieren y delimitar su significado.
Los determinantes son unidades gramaticales que permiten o bien limitar el referente potencial de un sintagma nominal (SN), o bien cuantificar este sintagma nominal (SN).

## Determinantes en español
En español, la clase de determinantes incluye el artículo, los demostrativos, los posesivos y los cuantificadores (numerales e indefinidos), así como una serie de elementos léxicos que indican identidad o cantidad: otro, diversos, incontables. 
Su distribución es siempre prenominal, es decir, preceden a un nombre común, con el que concuerdan en género y número. Los determinantes y el orden de los mismos están restringidos, de forma que no puede decirse: *ese su libro, *todas tres personas; al no poder combinarse demostrativos y cardinales o todo y demostrativos, solo pueden hacerlo en un orden determinado: estos tres libros, todos estos años.
Los determinantes pueden ser: artículos, demostrativos, posesivos, indefinidos, numerales e interrogativo-exclamativos.

### Tipos de determinantes

#### Predeterminante
Predeterminante es aquella clase de palabra que puede situarse delante de los demás determinantes (en español, solamente la palabra todo, como en todo el libro).

#### Actualizadores
Actualizador es aquel tipo de determinante que sitúa al núcleo del sintagma nominal en el espacio y en el tiempo con mayor o menor precisión, transformándolo de desconocido en conocido o prestándole concreción. Existen tres subtipos: los artículos, los demostrativos y los posesivos.

##### Artículos
Son determinantes que acompañan al nombre para indicar si se trata de un ser conocido o desconocido. Son determinados (el, la, los, las) e indeterminados (un, una, unos, unas).
Los artículos, antaño denominados artículos determinados, presentan el núcleo del sintagma nominal, esto es, lo transforman de desconocido en conocido situándolo en el lugar y el tiempo de la enunciación, o sacándolos del pensamiento abstracto para situarlos en la situación ilocutiva. En español son los artículos masculinos el y lo de las formas de artículo contracto con preposición al y del en singular y los en plural; los femeninos la y el (ante vocal a acentuada, aunque podían ser a y e átonas en la lengua del Cantar de Mio Cid) en singular y las en plural, y los neutros singulares lo y el, que se usan para sustantivar adjetivos (metábasis de sustantivación).

##### Demostrativos
Acompañan al nombre para indicar su proximidad o lejanía con relación a la persona que habla. Cerca de la persona que habla: este, esta, estos, estas. Media distancia de la persona con quien se habla: ese, esa, esos, esas. Lejos de los dos interlocutores: aquel, aquella, aquellos, aquellas. 
Los demostrativos son el tipo de actualizadores que sitúan en el espacio y en el tiempo de forma más precisa que el artículo los núcleos de sintagma nominal. En español son: este, esta; ese, esa; aquel, aquella y sus respectivos plurales. Este esta sitúa en el espacio y el tiempo más próximo al hablante; ese esa en el espacio y tiempo más próximo al oyente, y aquel aquella en el espacio y el tiempo más alejado tanto como para oyente como para el hablante. Por eso no podemos decir este día de ayer o aquel día de hoy ni aquella tiza que tengo en la mano ahora mismo, por ejemplo.
Según la versión actual de la Ortografía de la Real Academia Española, los determinantes no deben llevar tilde. Se desaconseja utilizarla en los casos donde existen ambigüedad y el pronombre se puede confundir con el determinante. En "Trajeron estos regalos de Albacete", estos se puede interpretar como pronombre, sujeto de trajeron, o como determinante de regalos; en versiones más antiguas de la ortografía del español, la ambigüedad del texto escrito se resolvería escribiendo éstos con tilde solo en el primer caso.

##### Posesivos
Acompañan al nombre indicando posesión o pertenencia. Pueden referirse a un solo poseedor (una persona) o a varios poseedores (varias personas).
Los posesivos son el tipo de actualizadores que sitúan el núcleo del sintagma nominal como perteneciente a un poseedor (mi, tu, su, mis, tus, sus) o varios poseedores (nuestro-a, vuestro-a, su y sus respectivos plurales). También puede incluirse en esta categoría el pronombre relativo cuyo-a-s, una de cuyas múltiples funciones es la de determinante del sustantivo al cual precede y con el cual concuerda en género y número.
Los posesivos también se usan en la comunicación escrita y en la comunicación oral solo si se usan según los determinantes.

#### Cuantificadores
Los cuantificadores son aquellos determinantes que miden el núcleo del sintagma nominal. Son de dos tipos: los que miden de forma precisa o numerales, y los que miden de forma imprecisa o cuantificadores extensivos, también llamados indefinidos. 

##### Numerales
Acompañan al nombre e indican número u orden. Pueden ser cardinales (dos, ocho...) u ordinales (segundo, octavo). 
Los numerales pueden ser cardinales si corresponden a la serie de los números naturales (un, dos, tres, cuatro, cinco...); ordinales si indican jerarquía, esto es, prelación o posteridad respecto a los demás de su serie (primero, segundo, tercero, cuarto, quinto, sexto, etc.); multiplicadores si multiplican el núcleo del sintagma nominal (doble, triple, cuádruple, quíntuple, séxtuple, séptuple, óctuple, nónuple, décuple, undécuple, dodécuple...); divisores, si dividen el núcleo del sintagma nominal (en el caso del español, sólo existe medio; para los demás se recurre a construcciones analíticas partitivas o al sufijo -avo) distributivos si reparten el núcleo del sintagma nominal (cada, sendos, ambos).

##### Indefinidos
Los indefinidos indican cantidad o identidad imprecisa: bastante, mucho, poco, algún, ningún, cierto, etc.
Ejemplos: muchas cartas, pocos libros, más papel.

#### Extensivos o indefinidos
En el caso de los sintagmas adjetivos, algunos adverbios pueden funcionar en cierta forma como determinantes para expresar la intensidad de la cualidad del núcleo adjetivo, como si fuesen morfemas de grado superlativo o comparativo; son las formas "más", "menos" y "tan". Cuando se relaciona la cantidad con la de otro término, funcionan como la primera parte (en la proposición principal) del nexo discontinuo que construye una proposición subordinada adverbial comparativa o consecutiva. El segundo término de la correlación es el adverbio como o la conjunción que.

#### Interrogativo y exclamativos
Los determinantes interrogativo y exclamativos son aquellos que preguntan por el núcleo del sintagma nominal o expresan admiración por el mismo: ¡Qué idea! ¿Qué libro?. Son qué, cuál-es, cuánto-a-s.
En sentido interrogativo y también las del exclamativo, las palabras qué, cuál, cuáles, quién, quiénes, cuán, cuándo, cómo, cuánto, cuántos, cuánta, cuántas, dónde y adónde llevan siempre tilde, y cuando introducen oraciones interrogativas o exclamativas indirectas también llevan tilde.

## Clasificadores
En lenguas del mundo existen clasificadores nominales. Estos clasificadores pueden ser vistos, en algunas lenguas, como un tipo de determinante del nombre, usualmente obligatorio, que acompaña a un nombre y especifica la clase semántica a que pertenece un determinado nombre común. Algunos autores han pretendido incluir a los clasificadores dentro de la clase de los determinantes, sin que exista un acuerdo completo sobre la cuestión. Las clasificadores casi siempre tienen algún contenido semántico o referencial ya que el tipo de clasificador que acompaña a un nombre depende del tipo de objeto, más concretamente de su clase semántica. El chino y muchas lenguas indígenas americanas poseen clasificadores de este tipo.

## Determinantes en la teoría lingüística
El análisis generativista que usa el sintagma determinante (SD) aprecia una conexión importante entre pronombres y determinantes. Dentro de la hipótesis del sintagma determinante por ejemplo los artículos de las lenguas romances son vistos como un núcleo sintáctico, más que como un especificador del nombre. Esta hipótesis explicaría la coincidencia de forma de los clíticos verbales de tercera persona en las lenguas románicas y los artículos definidos. Si se concibe a los determinantes como núcleos sintácticos, los artículos no serían otra cosa que un núcleo acompañado de un complemento (el SN) y los clíticos verbales como el determinante desnudo sin complemento. Eso explicaría frases como:
Cómete [SDla manzana]
¡Cómetela! = Cómete[SDla Ø]